# Tübinger Ruderverein Fidelia

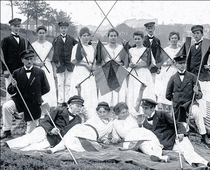
Ruderverein Fidelia kurz nach der Gründung in Gala-Uniform

Der Tübinger Ruderverein „Fidelia“ 1877/1911 wurde im Jahr 1877 zunächst als „Gesellschaft Fidelia“ zum „Zwecke geselligen und gemütlichen Beisammenseins“ gegründet und 1911 in einen Ruderverein umgewandelt, nachdem der soeben aufgestaute Neckar dazu gute Voraussetzungen bot. Kurz darauf wurde das erste Bootshaus in der Bismarckstraße 30 erbaut. 1960–1962 wurde das neue Bootshaus an der heutigen Stelle in der Gartenstraße 180 gebaut und später mehrmals erweitert. Der Verein gab von 1924 bis 1937 und von 1965 bis 2005 (mit Unterbrechungen) die Zeitschrift Der Ruderer – Mitteilungen des Tübinger Rudervereins Fidelia 1877/1911 e. V. heraus.
Die Bemühungen, sehbehinderte Menschen am Rudern teilhaben zu lassen, begründeten eine langjährige Tradition des „Blindenruderns“ in Tübingen, aus der heraus der Verein zur Integration Sehender und Sehgeschädigter im Sport gegründet wurde.

## Bekannte Mitglieder
- Otto Steinle, Deutscher Meister im Leichtgewichts-Vierer 1964 und 1965[5]